# Cylindrocranius
Cylindrocranius is een geslacht van kevers uit de familie van de loopkevers (Carabidae). De wetenschappelijke naam van het geslacht is voor het eerst geldig gepubliceerd in 1878 door Chaudoir.

## Soorten
Het geslacht Cylindrocranius omvat de volgende soorten:
- Cylindrocranius cribricollis (Fairmaire, 1904)
- Cylindrocranius errans Peringuey, 1896
- Cylindrocranius risbeci Basilewsky, 1948
- Cylindrocranius ruficollis Peringuey, 1896
- Cylindrocranius rufulus Chaudoir, 1878